# Serie A 1958/1959
Soutěžní ročník Serie A 1958/1959 byl 57. ročník nejvyšší italské fotbalové ligy a 27. ročník pod názvem Serie A. Konal se od 21. září 1958 do 7. června 1959 a skončila vítězstvím Milána, který vyhrál po dvou letech již sedmý titul.
Nejlepším střelcem se stal argentinský fotbalista Antonio Angelillo (Inter), který vstřelil v sezoně 33 branek.

## Události

### Před sezonou
Na mediální úrovni stojí za zmínku podepsaná dohoda s TV Rai a Národní profesionální ligou dne 19. listopadu 1958 týkající se aktuální soutěžní sezóny i sezón následujících. TV Rai bude platit 60 milionů lir ročně, které budou rovnoměrně rozděleny mezi kluby.
Ze Serie B se po roce vrátila Triestina a druhým nováčkem bylo Bari, které si zahrálo nejvyšší ligu po osmy letech. Obhájci titulu Juventus se posílil o mladíky Castana (Triestina) a Leonciniho (odchovanec) a také se po třech letech vrátil Muccinelli (Lazio). Naopak z klubu odešel Viola (Brescia) a Hamrin (Fiorentina). Fialky z Fiorentiny se ještě posílilo o mladého brankáře Albertosiho (Spezia), Castellettiho (Talmone Turín) a Petrise (Triestina). Naopak odešel trenér Bernardini (Lazio), kterého nahradil Maďar Czeizler a z hráčů se rozloučil s klubem Magnini (Janov), Primi (Lazio), Virgili (Talmone Turín) a po třech letech se do Brazílie vrátil Julinho (Palmeiras). Po velice špatné minulé sezoně (11. místo) se vedení  Interu rozhodlo přivést nového trenéra Bigogna. Novými hráči se stal mladík Guarneri (Como) a střelec Firmani (Sampdoria). Naopak odešel Vincenzi (Sampdoria), Pandolfini (SPAL), také po osmy letech brankářská ikona Ghezzi (Janov) a po jedenácti letech Lorenzi (Alessandria). Také městský rival Rossoneri neměl minulou sezonu dobrou (9. místo) a tak koupili brazilského útočníka Altafiniho (Palmeiras). Z klubu odešel Bergamaschi (Sampdoria), Bredesen (Bari) a Mariani (Padova). V dresu Alessandrie se do kádru dostal teprve 15letý, ale nadějný mladík Gianni Rivera a v Udinese také 19letý Burgnich. Další zápasy již neodehráli Augusto Magli a Gunnar Nordahl (oba Řím), kteří ukončili kariéru.
Další změny byli: 
Aurelio Milani (Triestina → Sampdoria), Giuseppe Farina (Sampdoria → Talmone Turín), Lucidio Sentimenti (Cenisia → Talmone Turín), Lido Vieri (Vigevano → Talmone Turín), Eduardo Ricagni (Talmone Turín → Catania), Romano Fogli (Talmone Turín → Boloňa), Marino Perani (Atalanta → Boloňa), Francesco Janich (Atalanta → Lazio), Pasquale Vivolo (Lazio → Brescia), Arne Selmosson (Lazio → Řím), Mario David (Lanerossi Vicenza → Řím), Fabio Cudicini (Udinese → Řím)

### Během sezony
Po roce si opět titul vybojoval Milán i díky 28 brankám kterým přispěl mladý útočník José Altafini a pouze Antonio Angelillo byl s 33 góly lepší, čímž vytvořil rekord, který stále platí v lize 18-týmů Serie A. Co se týče branek, v sezóně Fiorentina vstřelila rekordních 95 branek a také vytvořila dosud nepřekonaný rekord v lize s 18 týmy.
Rossoneri se od začátku dostalo do vedení, ale po porážce v 6. kole je přeskočila Fiorentina. V půlce sezony měl Milán o bod více než fialky. V druhé půlce sezony střet pokračoval. Vzájemný souboj lépe dopadl pro Rossoneri, ale poté se fialky opět dotáhli. Zlom přišel 26. dubna, když Fiorentina nečekaně prohrála se SPALem, zatímco Milán remizoval 3:3 proti poslednímu Turínu. Do konce sezony zbývalo 5 kol a to si Milánští pohlídali a předposledním kole v Udinese se nejenže radovali s vítězství 7:0 ale také ze sedmého titulu. Na 3. místě skončil Inter a obhájci titulu z Juventusu skončili na 4. místě o 10 bodů méně než mistr ligy.
Sestup do Serie B byl historický první pro Talmone Turín, které bylo v ekonomických problémech a bylo nuceno v této sezóně spojit název klubu s reklamou. Druhým sestupujícím byl nováček Triestina, která se již nikdy do Serie A nevrátila.

## Účastníci
| Klub              | Město       | Stadion                    | Trenér | Nejlepší střelec                      |
| ----------------- | ----------- | -------------------------- | --- | ------------------------------------- |
| Alessandria       | Alessandria | Stadio Giuseppe Moccagatta | Franco Pedroni + Luciano Robotti                                                                                        | Juan Carlos Tacchi (9)                |
| Bari              | Bari        | Stadio della Vittoria      | Paolo Tabanelli | Paolo Erba (8)                        |
| Boloňa            | Boloňa      | Stadio Comunale            | Alfredo Foni | Ezio Pascutti (17)                    |
| Fiorentina        | Florencie   | Stadio Comunale            | Luigi Ferrero + Lajos Czeizler (1.–29. kolo) Luigi Ferrero                                                              | Kurt Hamrin (26)                      |
| Inter             | Milán       | Stadio San Siro            | Giuseppe Bigogno (1.–22. kolo) Frank Pedersen                                                                           | Antonio Angelillo (33)                |
| Janov             | Janov       | Stadio Luigi Ferraris      | Annibale Frossi | Paolo Barison (14)                    |
| Juventus          | Turín       | Stadio Comunale di Torino  | Teobaldo Depetrini + Ljubiša Broćić (1.–8. kolo) Teobaldo Depetrini (9.–23. kolo) Teobaldo Depetrini + Renato Cesarini  | John Charles (19)                     |
| Lazio             | Řím         | Stadio dei Centomila       | Fulvio Bernardini | Humberto Tozzi (14)                   |
| Milán             | Milán       | Stadio San Siro            | Luigi Bonizzoni + Giuseppe Viani                                                                                        | José Altafini (28)                    |
| Neapol            | Neapol      | Stadio San Paolo           | Amedeo Amadei | Emanuele Del Vecchio (13)             |
| Padova            | Padova      | Stadio Silvio Appiani      | Nereo Rocco | Sergio Brighenti (18)                 |
| Řím               | Řím         | Stadio dei Centomila       | Gunnar Nordahl + Antonio Busini (1.–7. kolo) Gunnar Nordahl + György Sárosi (8.–24. kolo) Gunnar Nordahl                | Arne Selmosson (16)                   |
| Sampdoria         | Janov       | Stadio Luigi Ferraris      | Renato Gei + Eraldo Monzeglio                                                                                           | Aurelio Milani (13)                   |
| SPAL              | Ferrara     | Stadio Comunale            | Fioravante Baldi | Egidio Morbello (9)                   |
| Triestina         | Terst       | Stadio Comunale            | Aldo Olivieri (1.–17. kolo) Guglielmo Trevisan                                                                          | Sergio Santelli (11)                  |
| Talmone Turín     | Turín       | Stadio Comunale di Torino  | Federico Allasio (1.–12. kolo) Quinto Bertoloni (13.–15. kolo) Giacinto Ellena (16. kolo) Giacinto Ellena + Imre Senkey | Giuseppe Virgili (10)                 |
| Udinese           | Udine       | Stadio Moretti             | Luigi Miconi (1.–11. kolo) Severino Feruglio                                                                            | Lorenzo Bettini, Luis Pentrelli (7)   |
| Lanerossi Vicenza | Vicenza     | Stadio Romeo Menti         | Roberto Lerici | Renzo Cappellaro, Giulio Savoini (10) |

## Tabulka
| Poř. | Tým               | Z  | V  | R  | P  | VG | OG | B  |
| ---- | ----------------- | -- | -- | -- | -- | -- | -- | -- |
| 1.   | Milán             | 34 | 20 | 12 | 2  | 84 | 32 | 52 |
| 2.   | Fiorentina        | 34 | 20 | 9  | 5  | 95 | 35 | 49 |
| 3.   | Inter             | 34 | 20 | 6  | 8  | 77 | 41 | 46 |
| 4.   | Juventus          | 34 | 16 | 10 | 8  | 74 | 51 | 42 |
| 5.   | Sampdoria         | 34 | 15 | 8  | 11 | 50 | 44 | 38 |
| 6.   | Řím               | 34 | 12 | 11 | 11 | 57 | 41 | 35 |
| 7.   | Lanerossi Vicenza | 34 | 13 | 8  | 13 | 41 | 41 | 34 |
| 8.   | Padova            | 34 | 13 | 8  | 13 | 50 | 52 | 34 |
| 9.   | Neapol            | 34 | 9  | 16 | 9  | 39 | 50 | 34 |
| 10.  | Boloňa            | 34 | 10 | 11 | 13 | 47 | 53 | 31 |
| 11.  | Bari              | 34 | 19 | 12 | 13 | 38 | 49 | 30 |
| 12.  | Janov             | 34 | 10 | 10 | 14 | 44 | 62 | 30 |
| 13.  | Lazio             | 34 | 10 | 10 | 14 | 37 | 54 | 30 |
| 14.  | Alessandria       | 34 | 8  | 12 | 14 | 33 | 57 | 28 |
| 15.  | Udinese           | 34 | 8  | 11 | 15 | 32 | 59 | 27 |
| 16.  | SPAL              | 34 | 8  | 10 | 16 | 29 | 48 | 26 |
| 17.  | Triestina         | 34 | 6  | 11 | 17 | 34 | 56 | 23 |
| 18.  | Talmone Turín     | 34 | 6  | 11 | 17 | 36 | 72 | 23 |

Poznámky
- Z = Odehrané zápasy; V = Vítězství; R = Remízy; P = Prohry; VG = Vstřelené góly; OG = Obdržené góly; B = Body
- za výhru 2 body, za remízu 1 bod, za prohru 0 bodů.
- při rovnosti bodů rozhodovalo skóre

|  | Mistr ligy a přímý postup do PMEZ 1959/60 |
|  | Sestup do Serie B                         |

## Statistiky

### Výsledková tabulka
|             | Alessandria | Bari | Boloňa | Fiorentina | Janov | Inter | Juventus | L. Vicenza | Lazio | Milán | Neapol | Padova | Řím | SPAL | Sampdoria | Turín | Triestina | Udinese |
| ----------- | ----------- | ---- | ------ | ---------- | ----- | ----- | -------- | ---------- | ----- | ----- | ------ | ------ | --- | ---- | --------- | ----- | --------- | ------- |
| Alessandria | –           | 2:1  | 1:0    | 1:4        | 0:0   | 1:1   | 2:2      | 1:0        | 0:2   | 1:2   | 2:1    | 1:3    | 1:1 | 2:0  | 1:1       | 0:0   | 4:3       | 1:1     |
| Bari        | 1:0         | –    | 0:0    | 1:2        | 1:2   | 1:2   | 1:1      | 2:2        | 2:2   | 0:2   | 0:0    | 1:0    | 2:1 | 2:1  | 2:1       | 4:1   | 0:0       | 2:1     |
| Boloňa      | 4:0         | 1:1  | –      | 0:4        | 2:1   | 2:2   | 4:1      | 1:0        | 1:1   | 1:1   | 1:1    | 2:0    | 1:0 | 3:2  | 1:2       | 0:0   | 0:2       | 2:0     |
| Fiorentina  | 7:1         | 4:0  | 6:3    | –          | 7:1   | 4:0   | 3:3      | 3:1        | 1:1   | 1:3   | 4:1    | 3:0    | 1:1 | 1:2  | 4:1       | 4:0   | 4:1       | 7:0     |
| Janov       | 1:1         | 1:0  | 1:0    | 0:0        | –     | 4:2   | 0:1      | 0:1        | 0:0   | 0:2   | 3:3    | 2:1    | 2:2 | 0:3  | 0:0       | 3:0   | 1:1       | 1:0     |
| Inter       | 1:0         | 2:1  | 5:1    | 1:3        | 4:1   | –     | 1:3      | 2:0        | 4:0   | 1:0   | 1:1    | 3:0    | 3:2 | 8:0  | 5:1       | 1:0   | 1:0       | 5:0     |
| Juventus    | 2:2         | 2:2  | 2:2    | 3:2        | 4:3   | 3:2   | –        | 2:3        | 6:1   | 4:5   | 2:0    | 2:1    | 2:0 | 1:1  | 1:0       | 4:3   | 4:0       | 3:0     |
| L. Vicenza  | 1:0         | 0:0  | 1:1    | 1:2        | 1:2   | 2:1   | 1:0      | –          | 1:0   | 2:0   | 2:3    | 3:2    | 4:1 | 1:1  | 1:2       | 2:0   | 5:4       | 2:0     |
| Lazio       | 0:2         | 3:2  | 2:1    | 0:0        | 2:4   | 1:2   | 1:0      | 0:1        | –     | 0:0   | 0:0    | 1:1    | 1:3 | 4:0  | 1:0       | 2:0   | 3:1       | 1:1     |
| Milán       | 5:1         | 4:2  | 4:3    | 2:0        | 4:0   | 1:1   | 1:1      | 0:0        | 5:0   | –     | 6:1    | 4:1    | 4:1 | 0:0  | 4:1       | 5:1   | 2:0       | 7:0     |
| Neapol      | 0:0         | 1:2  | 4:2    | 2:3        | 2:2   | 1:0   | 0:0      | 1:0        | 1:1   | 0:1   | –      | 2:1    | 3:0 | 0:0  | 3:2       | 2:2   | 1:0       | 1:1     |
| Padova      | 0:0         | 0:0  | 1:0    | 1:1        | 4:2   | 2:0   | 1:4      | 3:1        | 3:1   | 0:1   | 0:0    | –      | 3:3 | 2:1  | 2:1       | 4:0   | 2:2       | 2:1     |
| Řím         | 0:2         | 3:1  | 0:1    | 0:0        | 5:0   | 2:2   | 3:0      | 3:1        | 3:0   | 1:1   | 8:0    | 1:1    | –   | 2:0  | 1:0       | 4:1   | 1:0       | 3:0     |
| SPAL        | 1:1         | 0:1  | 0:1    | 0:0        | 1:5   | 0:1   | 0:0      | 0:0        | 0:3   | 1:1   | 2:1    | 0:2    | 1:0 | –    | 1:2       | 3:0   | 4:0       | 0:1     |
| Sampdoria   | 3:1         | 3:0  | 2:1    | 1:1        | 2:1   | 2:4   | 3:2      | 2:0        | 1:2   | 0:0   | 0:0    | 3:0    | 0:0 | 1:1  | –         | 3:0   | 2:0       | 3:1     |
| Turín       | 6:1         | 2:2  | 2:2    | 0:6        | 0:0   | 0:5   | 3:2      | 1:1        | 1:0   | 3:3   | 1:2    | 3:1    | 2:2 | 1:0  | 1:2       | –     | 1:0       | 0:1     |
| Triestina   | 2:0         | 0:0  | 3:2    | 1:3        | 2:1   | 1:1   | 0:3      | 0:0        | 3:0   | 2:2   | 0:0    | 2:4    | 1:0 | 0:1  | 1:2       | 1:1   | –         | 1:1     |
| Udinese     | 1:0         | 3:1  | 1:1    | 2:0        | 4:0   | 1:3   | 0:4      | 1:0        | 4:1   | 2:2   | 1:1    | 1:2    | 0:0 | 1:2  | 1:1       | 0:0   | 0:0       | –       |

### Střelecká listina
| Pořadí | Jméno             | Klub       | Branky |
| ------ | ----------------- | ---------- | ------ |
| 1.     | Antonio Angelillo | Inter      | 33     |
| 2.     | José Altafini     | Milán      | 28     |
| 3.     | Kurt Hamrin       | Fiorentina | 26     |
| 4.     | Miguel Montuori   | Fiorentina | 22     |
| 5.     | Eddie Firmani     | Inter      | 20     |
| 6.     | John Charles      | Juventua   | 19     |
| 7.     | Sergio Brighenti  | Padova     | 18     |
| 8.     | Ezio Pascutti     | Boloňa     | 17     |
| 9.     | Giancarlo Danova  | Milán      | 16     |
| 9.     | Arne Selmosson    | Řím        | 16     |

## Vítěz
| Serie A Vítěz pro rok 1958/59 |
| ----------------------------- |
| AC Milán                      |
|                               |